# Eegah
Eegah! (ook bekend als Eegah! The Name Written in Blood) is een Amerikaanse film uit 1962, met in de hoofdrollen Arch Hall Sr., Arch Hall Jr. en Richard Kiel. De film werd zowel geregisseerd, geproduceerd als geschreven door Arch Hall Sr. onder het pseudoniem "Nicholas Merriweather".

## Verhaal
Eegah is een kolossale prehistorische holbewoner die midden in de woestijn woont. Tot dusver is hij onontdekt gebleven door de moderne wereld. Op een dag rijdt de tiener Roxy Miller naar huis van een feestje. Onderweg komt ze Eegah tegen. Ze kan aan hem ontsnappen en vertelt haar vriend Tom Nelson en haar vader Robert Miller over wat ze heeft gezien. Haar vader besluit Eegah te gaan zoeken. Wanneer hij echter niet op de afgesproken tijd is teruggekeerd, gaan Tom en Roxy ook de woestijn in om hem te zoeken.
Roxy wordt al snel ontvoerd door Eegah en meegenomen naar zijn grot. Robert blijkt daar ook te zijn. Hij vertelt Roxy dat hij heeft geprobeerd te communiceren met Eegah.
Eegah lijkt een oogje te hebben op Roxy. Robert vertelt Roxy om te doen of ze hem ook leuk vindt uit angst dat Eegah hen beide zal doden als ze hem afwijst. Roxy doet wat haar gevraagd wordt, tot zij en Robert een kans zien om te ontsnappen. Woedend over het verlies van zijn geliefde gaat Eegah de twee achterna, en belandt in de stad. Daar vindt de laatste confrontatie plaats.

## Rolverdeling
| Acteur          | Personage     |
| --------------- | ------------- |
| Richard Kiel    | Eegah         |
| Marilyn Manning | Roxy Miller   |
| Arch Hall Jr.   | Tom Nelson    |
| Arch Hall Sr.   | Robert Miller |
| Bob Davis       | George        |
| Ron Shane       | Detective     |

## Achtergrond
Eegah was bedoeld als een horrorfilm, maar kwam op de meeste momenten meer over als een komedie. De film bevatte veel elementen uit een jaren 60 "Beach Party film"-film.
De film werd gebruikt in een aflevering het Filmfestival van Cannes. Daarnaast werd de film bespot in Mystery Science Theater 3000. De MST3K-versie van de film werd door Rhino Home Video uitgebracht op dvd.
De film staat vermeld in Michael Medveds boek The 50 Worst Films Ever Made.